# سینمای بوسنی و هرزگوین

سرزمین هیچ‌کس ساخته دانیس تانویچ

سینمای بوسنی و هرزگوین به صنعت فیلمسازی، شرکت‌های تولید فیلم، جشنواره‌های سینمایی و آثار فیلمبرداری شده سینمایی در بوسنی و هرزگوین اشاره دارد.
از دهه ۶۰ به بعد سینمای بوسنی و هرزگوین دارای اعتبار اروپایی می‌گردد و فیلمنامه‌نویسان و کارگردانان اهل این سرزمین دارای سبک و مکتب می‌شوند. با اینهمه نباید فراموش کرد که سینمای یوگسلاوی را نمی‌توان تا پیش از استقلال جمهوری‌های کنونی نادیده گرفت. قبل از فروپاشی یوگسلاوی، کارگردانان به‌نام افرادی مانند کادار و ووکویچ بودند. اما از سال ۱۹۹۲ به بعد چندین چهره قابل اعتنا از سینمای بوسنی هرزگوین به سینمای اروپا معرفی شدند.
چهره‌هایی مانند آدمیر کنویچ با فیلم کمی از روح و بنجامین فیلیپوویچ با فیلم تعطیلات در سارایوا از پیشگامان سینمای کشور مستقل بوسنی هرزگوین به‌شمار می‌آیند.
مستندسازان بوسنیایی نیز که بعداً به سینمای داستانی روی آوردند، نقش قابل ملاحظه‌ای در پیشرفت بدنه سینمایی این کشور داشتند. دینو مصطفیچ و دانیس تانویچ سازندگان مستند جنگی معجزه در بوسنی محصول ۱۹۹۵ از این دسته مستندسازان بودند. پس از این دانیس تانویچ با کارگردانی فیلم برنده جایزه اسکار سرزمین هیچ‌کس به سینمای بوسنی هرزگوین اعتبار جهانی داد. دیگر فیلم مهم وی مرگ در سارایوو نام دارد.
دینو مصطفیچ نیز در سال ۲۰۰۳ فیلم پرهزینه تاریخ سینمای بوسنی هرزگوین را ساخت. فیلم او با نام بازسازی با بودجهٔ ۲۰ میلیون دلاری بیش از ۱۰۰ میلیون دلار در گیشه جهانی فروش داشت. فیلمی دربارهٔ مردم بوسنی و جنگ‌های داخلی که نسل‌های مختلف، اکنون با هم هیچ قرابت نظری ندارند.

## فیلم‌هایی که تمام یا بخشی از آن‌ها در بوسنی و هرزگوین ساخته شده‌است
- برف
- راه شیری
- روزی روزگاری در آناتولی
- زندگی روزمره ما
- سرزمین هیچ‌کس
- گرباویتسا
- متروک
- مردان گریه نمی‌کنند
- مرگ در سارایوو

## جشنواره فیلم سارایوو
جشنواره فیلم سارایوو (SFF) بزرگ‌ترین جشنواره فیلم در بالکان و یکی از بزرگ‌ترین‌ها در اروپا است که سال ۱۹۹۵ در سارایوو هنگام محاصره این شهر آغاز به کار کرده و هر ساله دست‌اندرکاران سینما و تئاتر از کشورهای مختلف را می‌پذیرد. جشنواره در ماه اوت برگزار می‌شود و فیلم‌های کوتاه نمایش می‌دهد.